# Hawker Hector
Le Hawker Hector était un avion britannique de coopération et de liaison de la fin des années 1930 ; il servit dans la Royal Air Force et participa à de brefs combats lors de la bataille de France en mai 1940. Certains Hector furent ensuite vendus à l'Irlande. Il a été nommé ainsi d'après le prince de Troie, Hector.

## Design et développement
Le Hector devait remplacer l’appareil de coopération militaire Hawker Audax. Hawker a conçu et construit le prototype, mais les avions de série ont été construits par Westland Aircraft à Yeovil, Somerset. En raison de la demande pour les moteurs Rolls-Royce Kestrel requis par le programme Hawker Hind, un autre moteur a été conçu, en conséquence le Napier Dagger III a été utilisé. 
Le prototype a volé pour la première fois le 14 février 1936 avec George Bulman en tant que pilote. Un prototype et 178 avions de production ont été construits. Treize d’entre eux ont été livrés à l’Irlande en 1941-1942.

## Service opérationnel
À partir de février 1937, le Hector équipa sept escadrons de coopération de l'armée de la RAF, mais commença à être remplacé par des Westland Lysander dès juillet 1938. Les Hector ont été transférés aux escadrons de l'Auxiliary Air Force ; le 613 Squadron était en train de passer sur Lysander sur la RAF Hawkinge, lorsqu'il fut envoyé en soutien dans le cadre du siège de Calais. Le 26 mai, accompagnés de Lysander de l'escadron, six Hector bombardèrent des positions allemandes autour de Calais et tentèrent, le lendemain, de faire parvenir des fournitures aux troupes, ignorant qu'elles s'étaient déjà rendues. Deux Hector ont été perdus. À partir de 1940, la RAF utilisa les Hector comme remorqueurs de cibles, ainsi que pour remorquer le planeur d’entraînement Hotspur.
L'Irlande réceptionna ses appareils après l'évacuation de Dunkerque, dont la plupart étaient en mauvais état. Le British War Office les a vendus à l'Irlande à la suite de sa demande d'aéronefs. L'armée irlandaise n'étant absolument pas préparée à une guerre majeure, elle dépendait encore presque totalement des fournitures militaires britanniques. La défense de l'Irlande était également dans l'intérêt britannique, mais avec la bataille d'Angleterre faisant rage dans les cieux, elle ne pouvait se permettre de vendre au gouvernement irlandais rien de mieux que le Hector. L'avion  était profondément impopulaire auprès des mécaniciens au sol en raison de la nature compliquée et peu fiable du moteur Dagger.

## Variantes
- Hector Mk I : Avion de coopération de l'armée à deux places pour la RAF.

## Opérateurs
Irlande
- Irish Air Corps

 Royaume-Uni
- Royal Air Force[3]
  - No. 2 Squadron RAF
  - No. 4 Squadron RAF
  - No. 13 Squadron RAF
  - No. 26 Squadron RAF
  - No. 53 Squadron RAF
  - No. 59 Squadron RAF
  - No. 296 Squadron RAF
  - No. 602 Squadron RAF
  - No. 612 Squadron RAF
  - No. 613 Squadron RAF
  - No. 614 Squadron RAF
  - No. 615 Squadron RAF

## Caractéristiques (Hector)
Données de Hawker Aircraft de 1920.
Caractéristiques générales
- Équipage : 2
- Longueur : 9.09 m
- Envergure : 11.26 m
- Hauteur : 3.18 m
- Surface alaire : 33.1 m² [5]
- Masse à vide : 1,537 kg
- Masse typique : 2,227 kg
- Moteur : 1   Moteur cylindrique en H refroidi par air Napier Dagger III de 601 kW

 Performances 
- Vitesse maximale : 301 km/h
- Vitesse de décrochage : 80.5 km/h[6]
- Distance franchissable : 483 km
- Plafond : 7,815 m
- Charge alaire : 67.3 kg/m²
- Rapport poids-puissance : 0.27 kW/kg
- Climb to 10,000 ft (3,050 m): 5 min 40 s

Armement

- Canons : 

  - 1 × Mitrailleuse Vickeurs 7.7 mm
  - 1 × Mitrailleurse Lewis gun 7.7 mm
- Bombes : montures pour une caméra, des fusées éclairantes et des bombes 2 × 50 kg

## Avion conservé
Au milieu des années 1990, un ancien Hector du corps aérien irlandais a été retrouvé près de Dundrum, en Irlande, pour être restauré.